# 阿萊克桑德斯·科林科
阿萊克桑德斯·科林科（1975年6月18日—）是一位拉脫維亞足球運動員。在場上的位置是守門員。他現在效力於俄羅斯足球甲級聯賽球隊加里寧格勒波羅的海足球俱樂部。他也代表拉脫維亞國家足球隊參加比賽。